# Peter Stichbury
Peter Stichbury (Auckland, 10 mars 1924 – Auckland, 24 mars 2015) est un potier néo-zélandais.

## Biographie
Stichbury est né à Auckland en 1924. En 1957, il a été lé premier artiste à recevoir une bourse de l'Association of New Zealand Art Societies (aujourd'hui Creative New Zealand), et est parti avec sa femme Diane pour St Ives (Cornouailles) pour étudier avec Bernard Leach. De là, il est parti en Afrique, où il a été le premier étudiant occidental de Michael Cardew (en) à Abuja. Ces séjours outremer ont été pour lui une source d'inspiration,,. Stichbury a créé le département de poterie à l'Auckland College of Education (en). Une de ses poteries a été offerte à la reine Élisabeth II au cours de son voyage officiel en Nouvelle-Zélande en 1974.
Bien que principalement connu pour sa poterie, Stichbury a aussi fabriqué des instruments de musique (violoncelles, violons) à la fin de sa vie. Son œuvre a été exposé au Musée du mémorial de guerre d'Auckland en 2004 et au musée national Te Papa Tongarewa en 2011-2012.
En 2002, il a été fait membre du New Zealand Order of Merit pour ses services à la poterie. Il est mort le 24 mars 2015, laissant une femme et trois enfants.